# او که بود؟
او که بود؟ (به هندی: Woh Kaun Thi؟) فیلمی محصول سال ۱۹۶۴ و به کارگردانی راج کوسلا است. در این فیلم بازیگرانی همچون سادهانا شیوداسانی، مانوج کومار، کی.ان. سینگ، هلن، پریم چوپرا ایفای نقش کرده‌اند.